# Mur-de-Sologne
Pour les articles homonymes, voir Mur (homonymie).
Mur-de-Sologne est une commune française située dans le département de Loir-et-Cher, en région Centre-Val de Loire.
Localisée au sud du département, la commune fait partie de la petite région agricole « la Grande Sologne », vaste étendue de bois et de prés aux récoltes médiocres.
L'occupation des sols est marquée par l'importance des espaces agricoles et naturels qui occupent la quasi-totalité du territoire communal. Plusieurs espaces naturels d'intérêt sont présents dans la commune : un site natura 2000 et deux zones naturelles d'intérêt écologique, faunistique et floristique (ZNIEFF).
Le patrimoine architectural de la commune comprend trois bâtiments portés à l'inventaire des monuments historiques. 

## Géographie

### Localisation et communes limitrophes

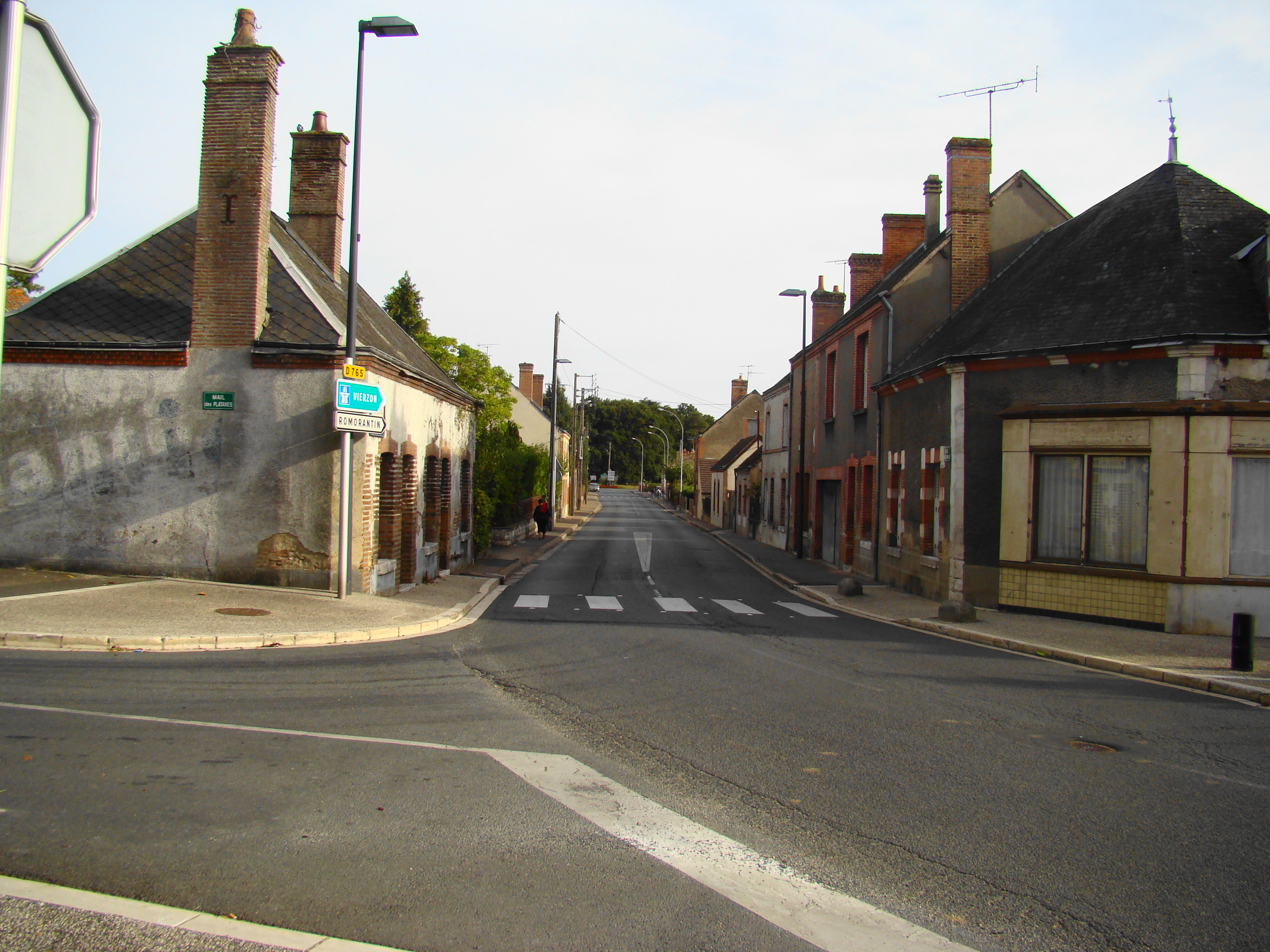
Ambiance de la commune : la route de Romorantin-Lanthenay.

La commune de Mur-de-Sologne se trouve au sud du département de Loir-et-Cher, dans la petite région agricole de la Grande Sologne,.
À vol d'oiseau, elle se situe à 28,8 km  de Blois, préfecture du département, à 11,9 km de Romorantin-Lanthenay, sous-préfecture, et à 15,5 km de Selles-sur-Cher, chef-lieu du canton de Selles-sur-Cher dont dépend la commune depuis 2015.
La commune se trouve dans l'aire d'attraction de Romorantin-Lanthenay, ainsi que dans sa zone d'emploi et dans son bassin de vie.

### Communes limitrophes
Les communes limitrophes sont  Courmemin, Fontaines-en-Sologne, Gy-en-Sologne, Lassay-sur-Croisne, Pruniers-en-Sologne, Rougeou, Soings-en-Sologne et Veilleins.

### Géologie et relief
Avec une superficie de 5 050 ha en 2017, la commune fait partie des 18 communes les plus étendues du département[réf. nécessaire].
L'altitude du territoire communal varie de 88 mètres à 131 mètres,.

### Hydrographie

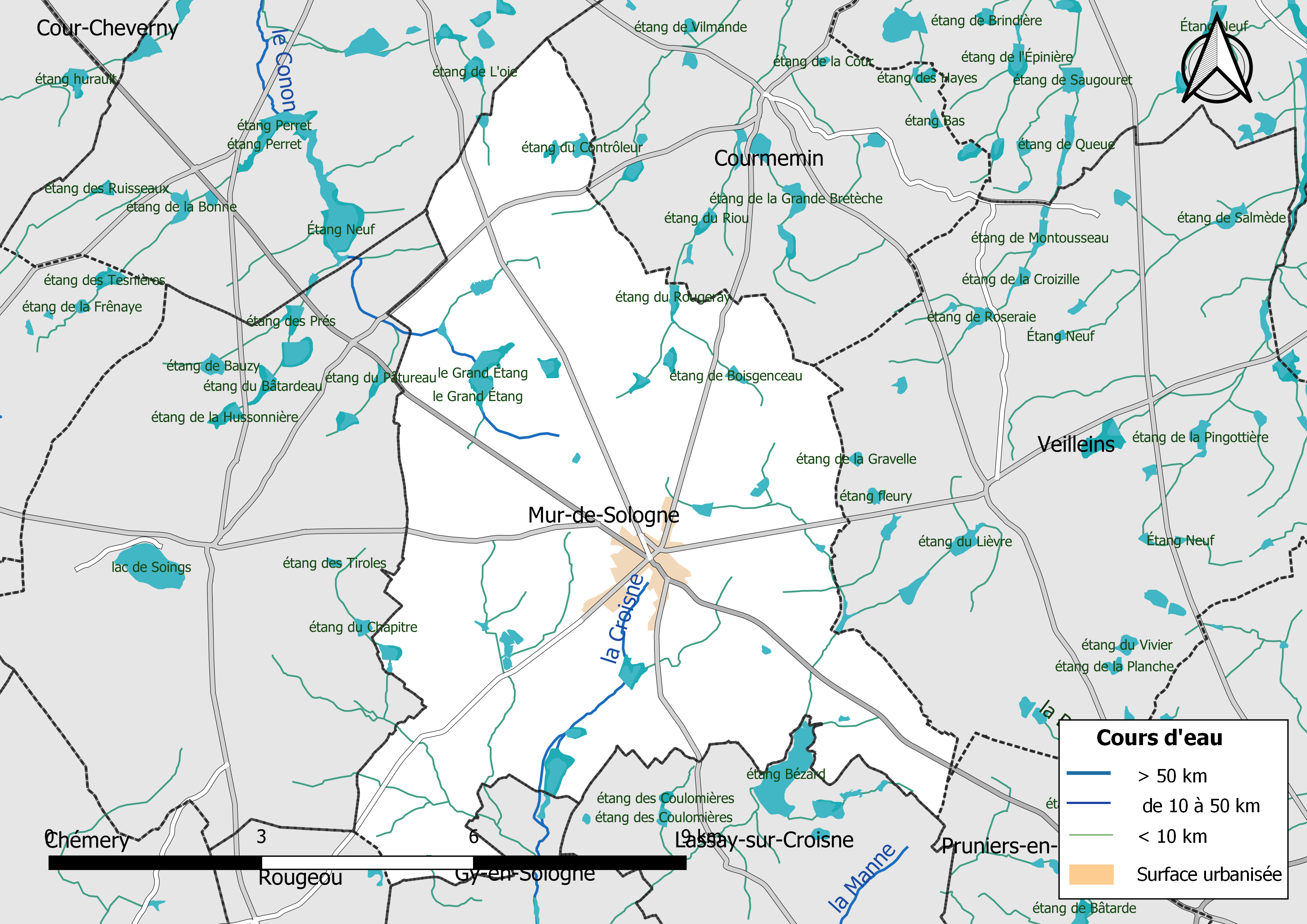
Réseau hydrographique de Mur-de-Sologne.

La commune est drainée par la Croisne (3,595 km), le Conon (3,15 km) et par divers petits cours d'eau, constituant un réseau hydrographique de 38,4 km de longueur totale.
La Croisne traverse la commune du nord vers le sud. D'une longueur totale de 16,4 km, elle prend sa source dans la commune de Mur-de-Sologne (Loir-et-Cher) et se jette dans la Sauldre à Selles-sur-Cher (Loir-et-Cher), après avoir traversé 4 communes.
Le Conon traverse la commune du sud-est vers le nord-ouest. D'une longueur totale de 22,8 km, il prend sa source dans la commune de Mur-de-Sologne et se jette dans le Beuvron à Cellettes, après avoir traversé 5 communes.
Sur le plan piscicole, ces cours d'eau sont classés en deuxième catégorie, où le peuplement piscicole dominant est constitué de poissons blancs (cyprinidés) et de carnassiers (brochet, sandre et perche).

### Climat
Pour des articles plus généraux, voir Climat du Centre-Val de Loire et Climat de Loir-et-Cher.
En 2010, le climat de la commune est de type climat océanique dégradé des plaines du Centre et du Nord, selon une étude du CNRS s'appuyant sur une série de données couvrant la période 1971-2000. En 2020, Météo-France publie une typologie des climats de la France métropolitaine dans laquelle la commune est exposée à un climat océanique altéré et est dans la région climatique Moyenne vallée de la Loire, caractérisée par une bonne insolation (1 850 h/an) et un été peu pluvieux.
Pour la période 1971-2000, la température annuelle moyenne est de 11,2 °C, avec une amplitude thermique annuelle de 15,1 °C. Le cumul annuel moyen de précipitations est de 674 mm, avec 10,7 jours de précipitations en janvier et 6,9 jours en juillet. Pour la période 1991-2020, la température moyenne annuelle observée sur la station météorologique de Météo-France la plus proche, dans la commune de Cheverny à 15 km à vol d'oiseau, est de 11,8 °C et le cumul annuel moyen de précipitations est de 675,8 mm,. Pour l'avenir, les paramètres climatiques de la commune estimés pour 2050 selon différents scénarios d'émission de gaz à effet de serre sont consultables sur un site dédié publié par Météo-France en novembre 2022.

### Paysages
Dans le cadre de la Convention européenne du paysage, adoptée le 20 octobre 2000 et entrée en vigueur en France le 1er juillet 2006, un atlas des paysages de Loir-et-Cher a été élaboré en 2010 par le CAUE de Loir-et-Cher, en collaboration avec la DIREN Centre (devenue DREAL en 2011), partenaire financier. Les paysages du département s'organisent ainsi en huit grands ensembles et 25 unités de paysage,. La commune fait partie de l'unité de paysage de « la Grande Sologne », dans la Sologne.
À l'échelle régionale, le très important taux de boisement de la Sologne en fait une sorte de gigantesque île de verdure au cœur d'un océan de cultures, entre Beauce et Champagne Berrichonne. La Grande Sologne, localisée au sud-est, entre les vallées de la Loire et du Cher, occupe à elle seule un tiers environ du Loir-et-Cher. Elle déborde ses limites en s'étendant sur le Loiret et le Cher, rejoignant la Forêt d'Orléans au nord-est et couvrant la plus grande partie du coude de la Loire jusqu'aux portes de Bourges, au sud.

### Milieux naturels et biodiversité

#### Sites Natura 2000
Le réseau Natura 2000 est un réseau écologique européen de sites naturels d'intérêt écologique élaboré à partir des Directives « Habitats » et « Oiseaux ». Ce réseau est constitué de Zones spéciales de conservation (ZSC) et de Zones de protection spéciale (ZPS). Dans les zones de ce réseau, les États membres s'engagent à maintenir dans un état de conservation favorable les types d'habitats et d'espèces concernés, par le biais de mesures réglementaires, administratives ou contractuelles. L'objectif est de promouvoir une gestion adaptée des habitats tout en tenant compte des exigences économiques, sociales et culturelles, ainsi que des particularités régionales et locales de chaque État membre. Les activités humaines ne sont pas interdites, dès lors que celles-ci ne remettent pas en cause significativement l'état de conservation favorable des habitats et des espèces concernés. Une partie du territoire communal est incluse dans le site Natura 2000 : 
la « Sologne », d'une superficie de 346 184 ha.

#### Zones naturelles d'intérêt écologique, faunistique et floristique
L'inventaire des zones naturelles d'intérêt écologique, faunistique et floristique (ZNIEFF) a pour objectif de réaliser une couverture des zones les plus intéressantes sur le plan écologique, essentiellement dans la perspective d'améliorer la connaissance du patrimoine naturel national et de fournir aux différents décideurs un outil d'aide à la prise en compte de l'environnement dans l'aménagement du territoire. Le territoire communal de Mur-de-Sologne comprend deux ZNIEFF : 
- l'« Étang Bezard » (75,95 ha)[27] ;
- l'« Étang de la Roche » (3,37 ha)[28].

Cartes des Znieff et site Natura 2000.
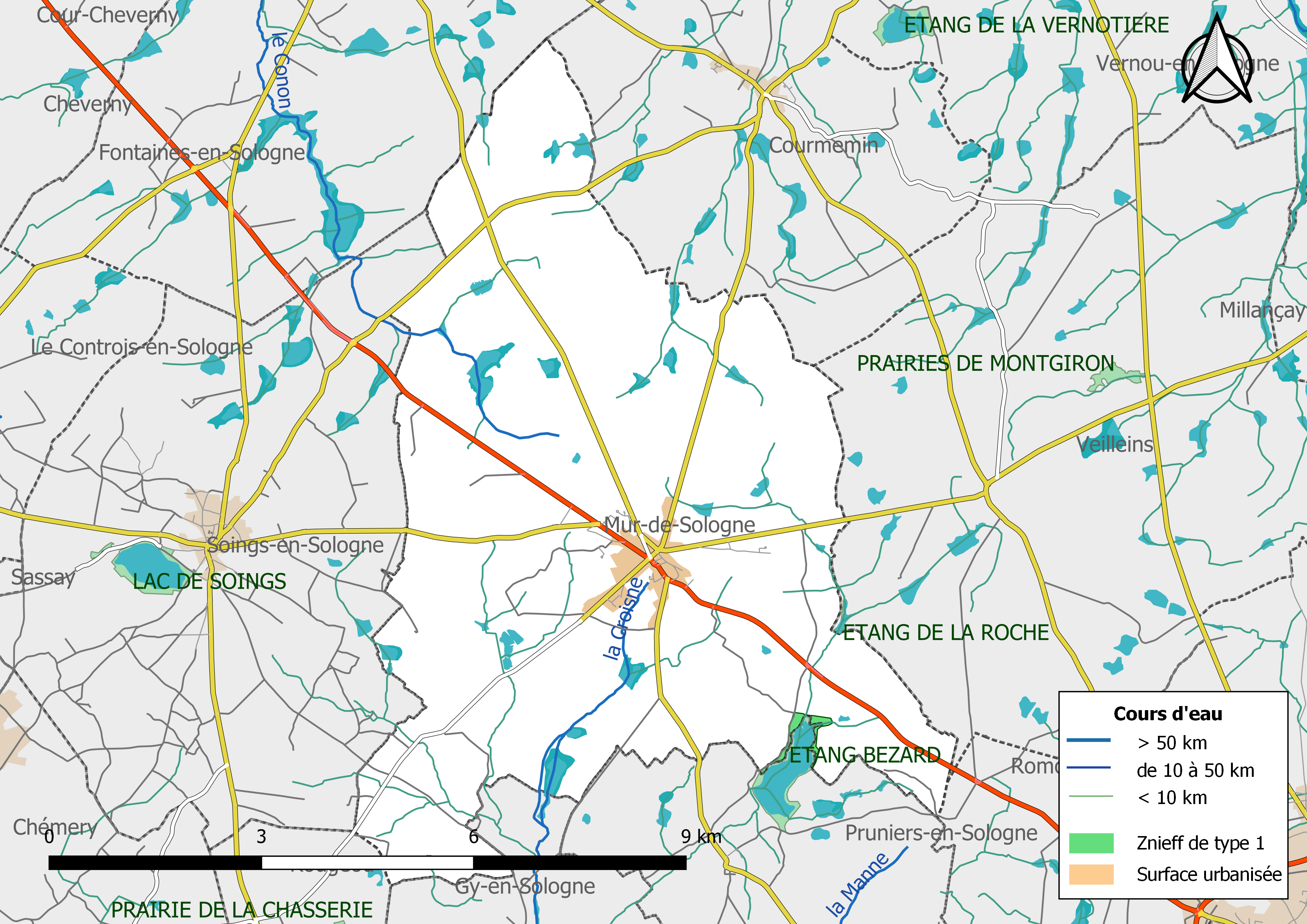
Carte des ZNIEFF de type 1 localisées dans la commune[Note 2].
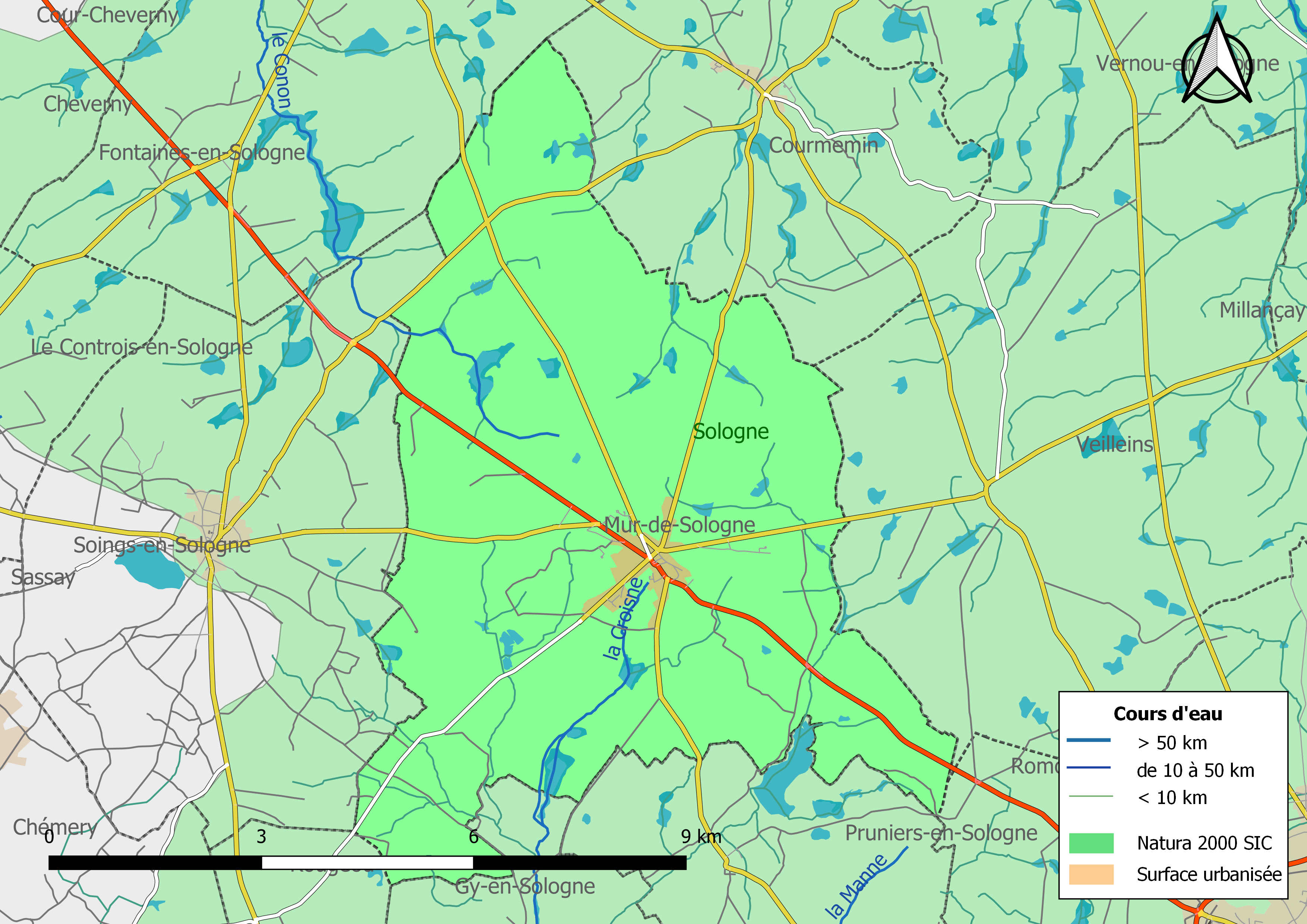
Carte du site Natura 2000 de type SIC localisé dans la commune.

## Urbanisme

### Typologie
Au 1er janvier 2024, Mur-de-Sologne est catégorisée bourg rural, selon la nouvelle grille communale de densité à sept niveaux définie par l'Insee en 2022.
Elle est située hors unité urbaine. Par ailleurs la commune fait partie de l'aire d'attraction de Romorantin-Lanthenay, dont elle est une commune de la couronne,. Cette aire, qui regroupe 29 communes, est catégorisée dans les aires de moins de 50 000 habitants,.

### Occupation des sols
L'occupation des sols est marquée par l'importance des espaces agricoles et naturels (96,8 %). La répartition détaillée ressortant de la base de données européenne d'occupation biophysique des sols Corine Land Cover millésimée 2012 est la suivante : 
terres arables (11,6 %), 
cultures permanentes (0,6 %), 
zones agricoles hétérogènes (15,4 %), 
prairies (3,5 %), 
forêts (65,2 %), 
milieux à végétation arbustive ou herbacée (0,7 %), 
zones urbanisées (1 %), 
espaces verts artificialisés non agricoles (0,5 %), 
zones industrielles et commerciales et réseaux de communication (1,7 %), 
eaux continentales (0,5 %).

### Habitat et logement
En 2021, le nombre total de logements dans la commune était de 770, alors qu'il était de 774 en 2016 et de 733 en 2011.
Parmi ces logements, 84,8 % étaient des résidences principales, 8,2 % des résidences secondaires et 7 % des logements vacants. Ces logements étaient pour 91,5 % d'entre eux des maisons individuelles et pour 8,2 % des appartements.
Le tableau ci-dessous présente la typologie des logements à Mur-de-Sologne en 2021 en comparaison avec celle de Loir-et-Cher et de la France entière. Une caractéristique marquante du parc de logements est ainsi une proportion de résidences secondaires et logements occasionnels (8,2 %) supérieure à celle du département (8 %) mais inférieure à celle de la France entière (9,7 %).
| Typologie                                               | Mur-de-Sologne | Loir-et-Cher | France entière |
| ------------------------------------------------------- | -------------- | ------------ | -------------- |
| Résidences principales (en %)                           | 84,8           | 81,2         | 82,2           |
| Résidences secondaires et logements occasionnels (en %) | 8,2            | 8            | 9,7            |
| Logements vacants (en %)                                | 7              | 10,8         | 8,1            |

### Planification de l'aménagement
En matière de planification, la commune disposait en 2017 d'une carte communale approuvée.
Par ailleurs, à la suite de la loi ALUR (loi pour l'accès au logement et un urbanisme rénové) de mars 2014, un plan local d'urbanisme intercommunal couvrant le territoire de la communauté de communes du Romorantinais et du Monestois a été prescrit le 30 novembre 2015.

### Risques naturels et technologiques
Le territoire communal de Mur-de-Sologne est vulnérable à différents aléas naturels : ), climatiques (hiver exceptionnel ou canicule), feux de forêts, mouvements de terrains ou sismique (sismicité très faible)8 avril 20208 avril 2020
Il est également exposé à un risque technologique :  le transport de matières dangereuses,.

#### Risques naturels
Les mouvements de terrains susceptibles de se produire dans la commune sont liés au retrait-gonflement des argiles. Le phénomène de retrait-gonflement des argiles est la conséquence d'un changement d'humidité des sols argileux. Les argiles sont capables de fixer l'eau disponible mais aussi de la perdre en se rétractant en cas de sécheresse. Ce phénomène peut provoquer des dégâts très importants sur les constructions (fissures, déformations des ouvertures) pouvant rendre inhabitables certains locaux. La carte de zonage de cet aléa peut être consultée sur le site de l'observatoire national des risques naturels Georisques.

#### Risques technologiques
Le risque de transport de marchandises dangereuses dans la commune est lié à sa traversée par une route à fort trafic. Un accident se produisant sur une telle infrastructure est en effet susceptible d'avoir des effets graves au bâti ou aux personnes jusqu'à 350 m, selon la nature du matériau transporté. Des dispositions d'urbanisme peuvent être préconisées en conséquence.

## Toponymie
Le nom de la localité est attesté sous la forme De Muro en 1369, avec le sens de « ville entourée de murs de pierres ».
C'est à la fin du XIXe siècle que la commune de Mur adopta, pour se différencier de ses 5 communes homonymes, le nom unique de Mur-de-Sologne, par un décret du 11 novembre 1893, faisant ainsi honneur à sa région naturelle d'appartenance, la Sologne.

### Voies
| 128 odonymes recensés à Mur-de-Sologne au 7 mars 2014       | 128 odonymes recensés à Mur-de-Sologne au 7 mars 2014 | 128 odonymes recensés à Mur-de-Sologne au 7 mars 2014 | 128 odonymes recensés à Mur-de-Sologne au 7 mars 2014 | 128 odonymes recensés à Mur-de-Sologne au 7 mars 2014 | 128 odonymes recensés à Mur-de-Sologne au 7 mars 2014 | 128 odonymes recensés à Mur-de-Sologne au 7 mars 2014 | 128 odonymes recensés à Mur-de-Sologne au 7 mars 2014 | 128 odonymes recensés à Mur-de-Sologne au 7 mars 2014 | 128 odonymes recensés à Mur-de-Sologne au 7 mars 2014 | 128 odonymes recensés à Mur-de-Sologne au 7 mars 2014 | 128 odonymes recensés à Mur-de-Sologne au 7 mars 2014 | 128 odonymes recensés à Mur-de-Sologne au 7 mars 2014 | 128 odonymes recensés à Mur-de-Sologne au 7 mars 2014 | 128 odonymes recensés à Mur-de-Sologne au 7 mars 2014 | 128 odonymes recensés à Mur-de-Sologne au 7 mars 2014 |
| Allée                                                       | Avenue                                                | Bld                                                   | Carrefour                                             | Chemin                                                | Clos                                                  | Impasse                                               | Montée                                                | Passage                                               | Place                                                 | Promenade                                             | Route                                                 | Rue                                                   | Square                                                | Autres                                                | Total                                                 |
| ----------------------------------------------------------- | ----------------------------------------------------- | ----------------------------------------------------- | ----------------------------------------------------- | ----------------------------------------------------- | ----------------------------------------------------- | ----------------------------------------------------- | ----------------------------------------------------- | ----------------------------------------------------- | ----------------------------------------------------- | ----------------------------------------------------- | ----------------------------------------------------- | ----------------------------------------------------- | ----------------------------------------------------- | ----------------------------------------------------- | ----------------------------------------------------- |
| 3                                                           | 0                                                     | 0                                                     | 0                                                     | 9                                                     | 0                                                     | 3                                                     | 0                                                     | 0                                                     | 0                                                     | 0                                                     | 4                                                     | 16                                                    | 1                                                     | 92                                                    | 128                                                   |
| Notes « N »                                                 | Notes « N »                                           | 1. 2. 3. 4. 5. 6.                                     | 1. 2. 3. 4. 5. 6.                                     | 1. 2. 3. 4. 5. 6.                                     | 1. 2. 3. 4. 5. 6.                                     | 1. 2. 3. 4. 5. 6.                                     | 1. 2. 3. 4. 5. 6.                                     | 1. 2. 3. 4. 5. 6.                                     | 1. 2. 3. 4. 5. 6.                                     | 1. 2. 3. 4. 5. 6.                                     | 1. 2. 3. 4. 5. 6.                                     | 1. 2. 3. 4. 5. 6.                                     | 1. 2. 3. 4. 5. 6.                                     | 1. 2. 3. 4. 5. 6.                                     | 1. 2. 3. 4. 5. 6.                                     |
| Sources : rue-ville.info & perche-gouet.net & OpenStreetMap |                                                       |                                                       |                                                       |                                                       |                                                       |                                                       |                                                       |                                                       |                                                       |                                                       |                                                       |                                                       |                                                       |                                                       |                                                       |

## Histoire

### Révolution française et Empire
Le décret de l'Assemblée nationale du 12 novembre 1789 décrète qu'« il y aura une municipalité dans chaque ville, bourg, paroisse ou communauté de campagne », mais ce n'est qu'avec le décret de la Convention nationale du 10 brumaire an II (31 octobre 1793) que la paroisse de Mur-de-Sologne devient formellement « commune de Mur-de-Sologne »,.
En 1790, dans le cadre de la création des départements, la municipalité est rattachée au canton de Selles et au district de Romorantin. Les cantons sont supprimés, en tant que découpage administratif, par une loi du 26 juin 1793, et ne conservent qu'un rôle électoral, permettant l'élection des électeurs du second degré chargés de désigner les députés,. La Constitution du 5 fructidor an III, appliquée à partir de vendémiaire an IV (1795) supprime les districts, considérés comme des rouages administratifs liés à la Terreur, mais maintient les cantons qui acquièrent dès lors plus d'importance en retrouvant une fonction administrative. Enfin, sous le Consulat, un redécoupage territorial visant à réduire le nombre de justices de paix ramène le nombre de cantons en Loir-et-Cher de 33 à 24. Mur-de-Sologne est alors rattachée au canton de Selles-sur-Cher et à l'arrondissement de Blois par arrêté du 5 vendémiaire an X (26 septembre 1801),,. Cette organisation va rester inchangée pendant près de 150 ans.

### Époque contemporaine
La gare de Mur-de-Sologne, située sur la ligne de Villefranche-sur-Cher à Blois, dessert le bourg de 1884 à la Seconde Guerre mondiale, facilitant les déplacements des personnes et le transport des marchandises.

Mur-de-Sologne au tout début du XXe siècle
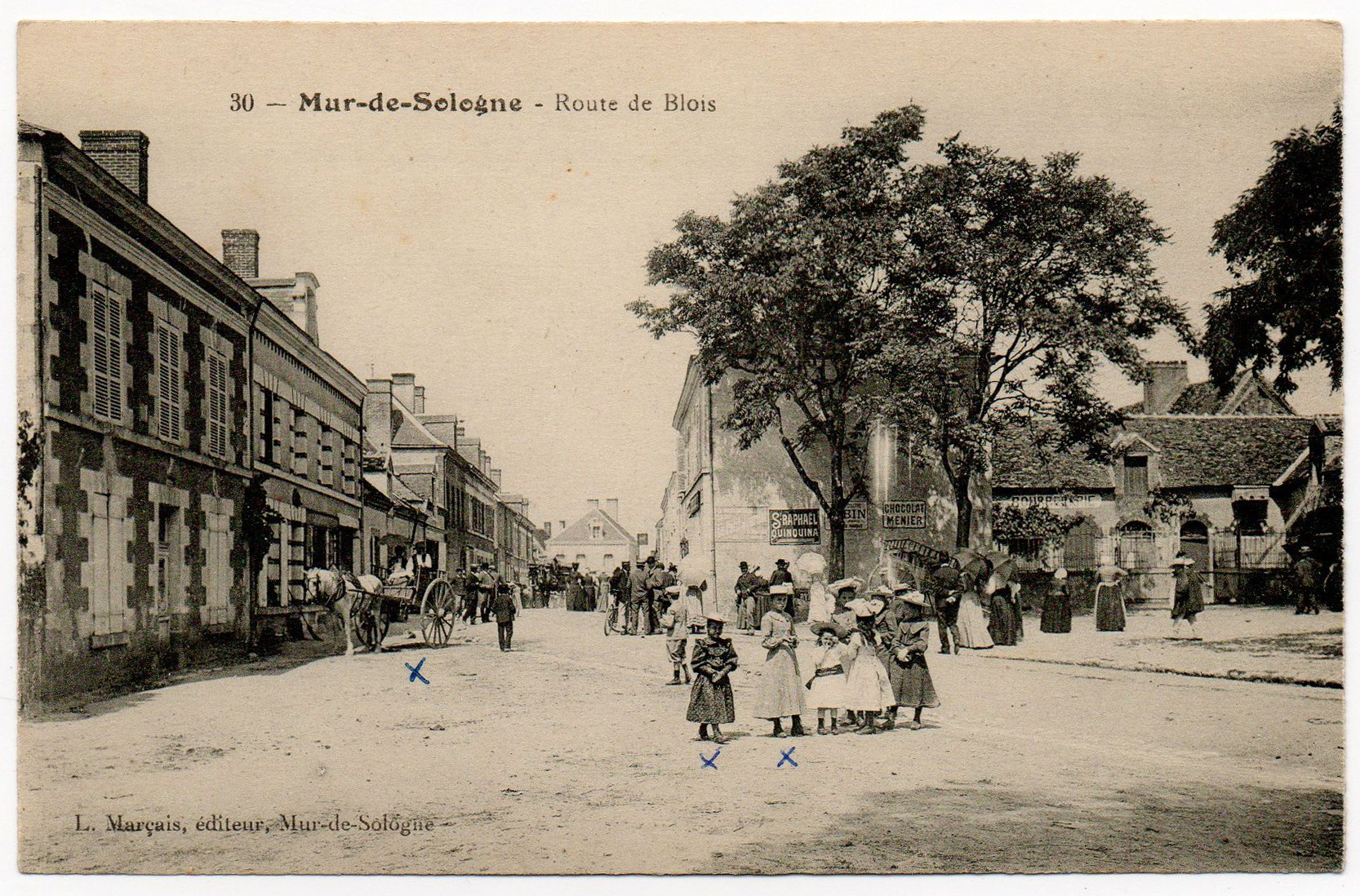
La route de Blois.
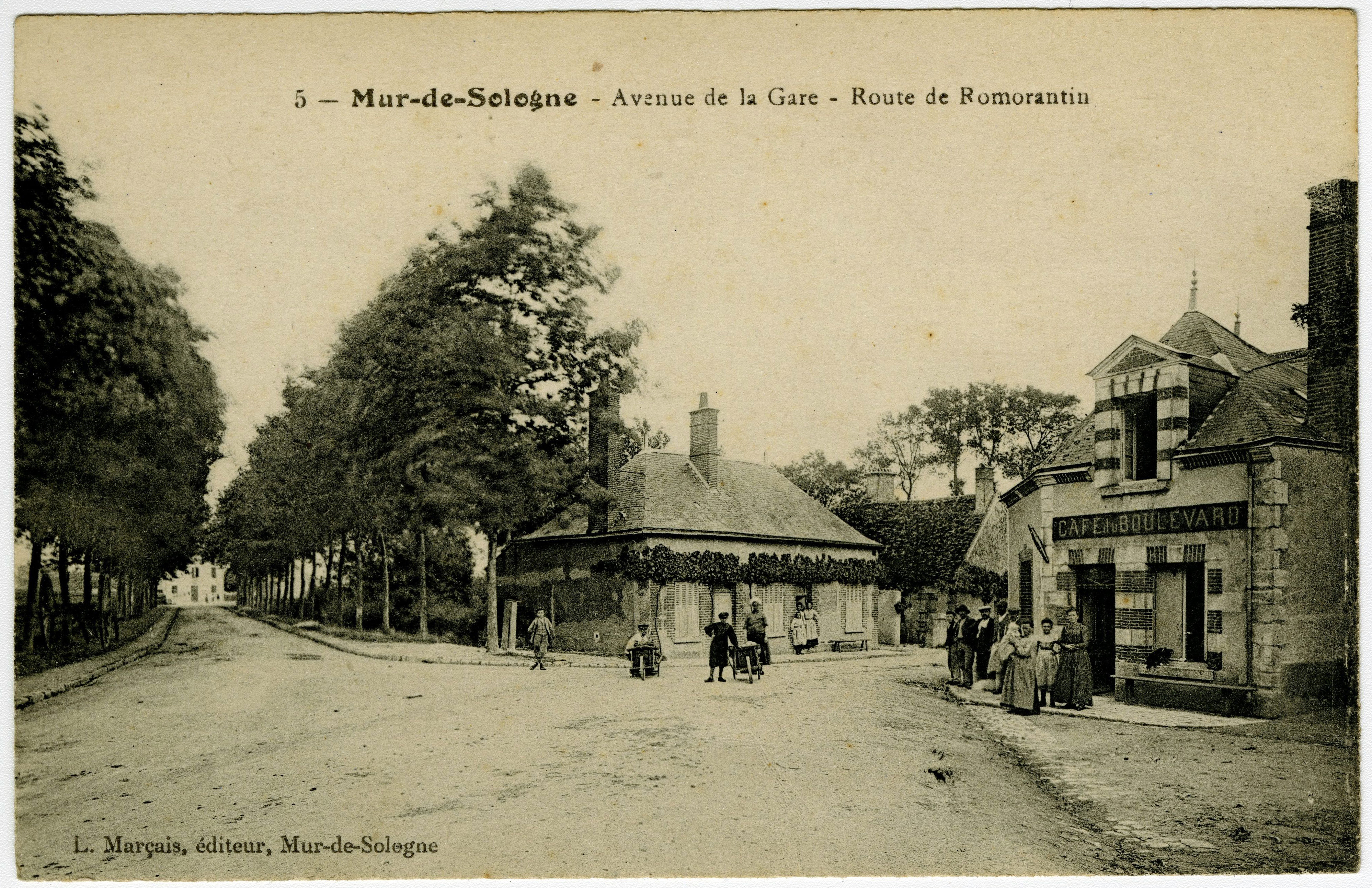
L'avenue de la Gare et la route de Romorantin.
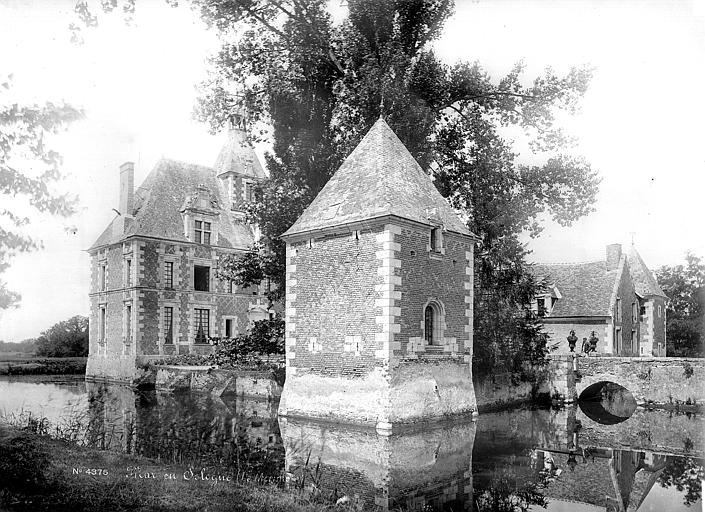
Le château de la Morinière en 1893..

## Politique et administration

### Rattachements administratifs et électoraux

#### Rattachements administratifs
La commune se trouve depuis 1943 dans l'arrondissement de Romorantin-Lanthenay du département du Loir-et-Cher.
Elle faisait partie depuis 1793 du canton de Selles-sur-Cher. Dans le cadre du redécoupage cantonal de 2014 en France, cette circonscription administrative territoriale a disparu, et le canton n'est plus qu'une circonscription électorale.

#### Rattachements électoraux
Pour les élections départementales, la commune fait partie depuis 2014 d'un nouveau canton de Selles-sur-Cher porfté de 8 à 17 communes.
Pour l'élection des députés, elle fait partie de la deuxième circonscription de Loir-et-Cher..

### Intercommunalité
Mur-de-Sologne était membre de la communauté de communes du Romorantinais, un établissement public de coopération intercommunale (EPCI) à fiscalité propre créé en 2007 et auquel la commune avait transféré un certain nombre de ses compétences, dans les conditions déterminées par le code général des collectivités territoriales.
Cette intercommunalité a fusionné avec sa voisine pour former, le 1er janvier 2009, la communauté de communes du Romorantinais et du Monestois, dont est désormais membre la commune.

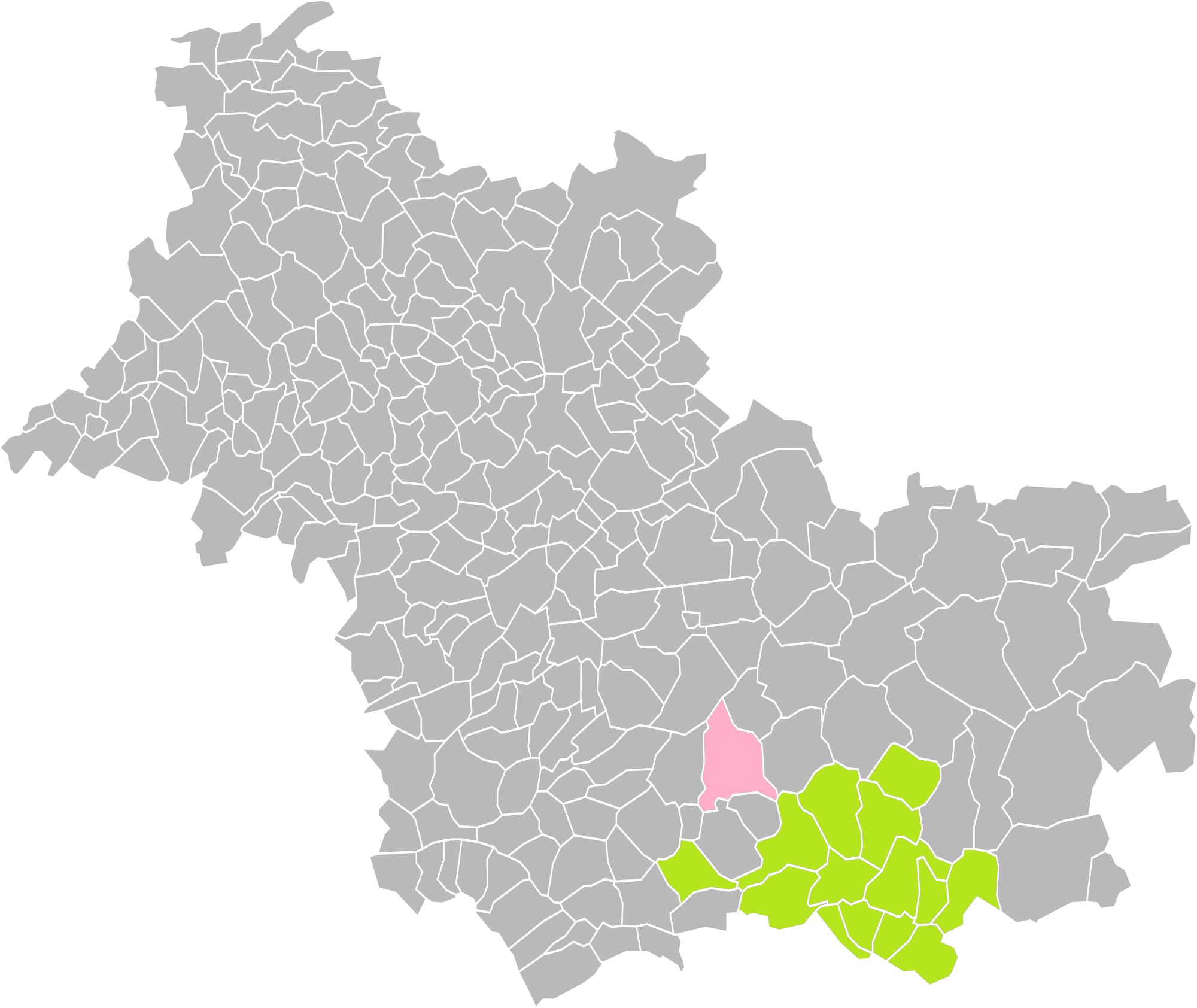
Mur-de-Sologne dans l'intercommunalité en 2016.
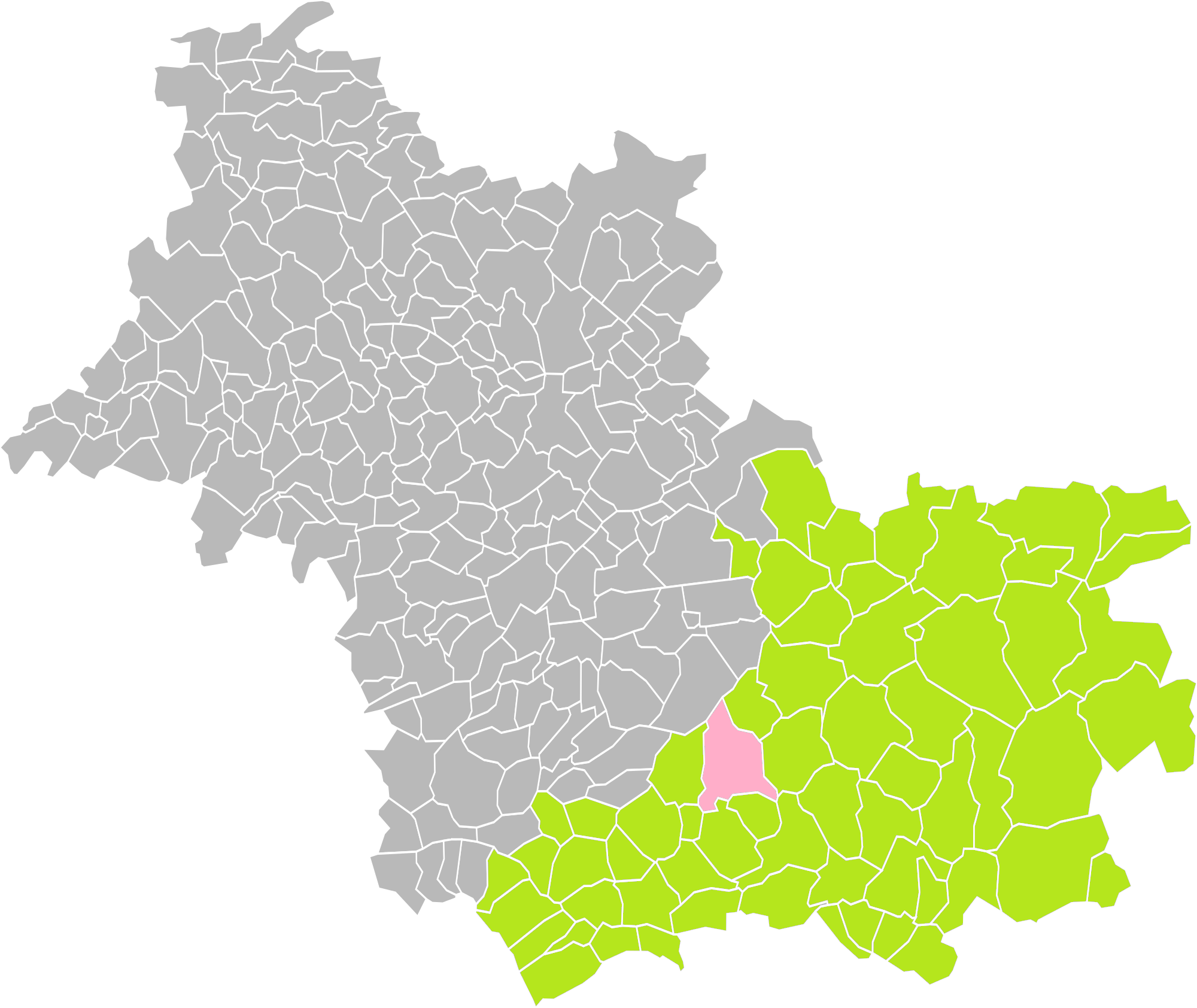
Mur-de-Sologne dans l'arrondissement de Romorantin-Lanthenay en 2016.
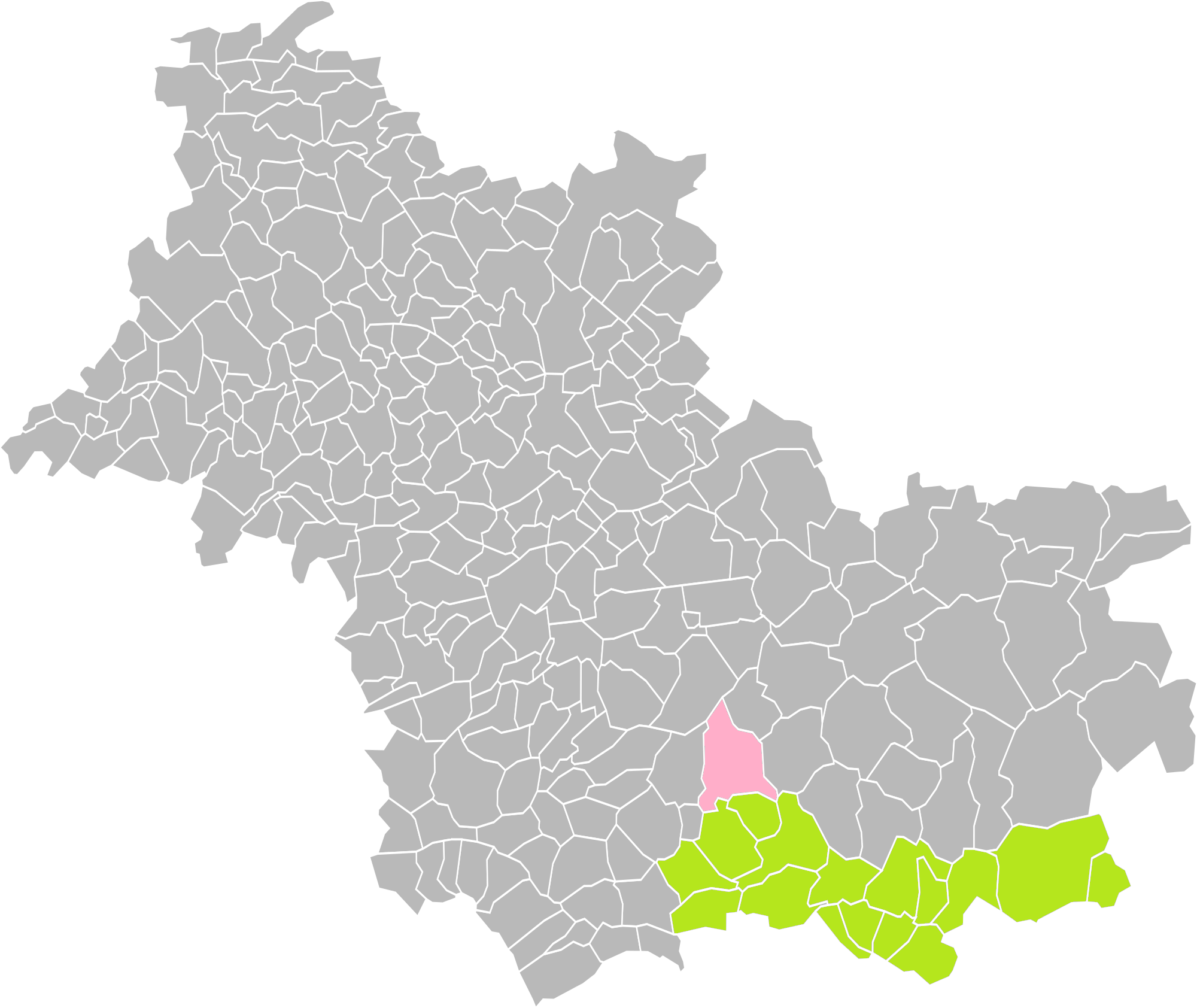
Mur-de-Sologne dans le canton de Selles-sur-Cher en 2016.

### Politique et administration municipale

#### Conseil municipal et maire
Le conseil municipal de Mur-de-Sologne, commune de plus de 1 000 habitants, est élu au scrutin proportionnel plurinominal avec prime majoritaire.
Compte tenu de la population communale, le nombre de sièges au conseil municipal est de 19, y compris le maire et ses adjoints. Le maire, à la fois agent de l'État et exécutif de la commune en tant que collectivité territoriale, est élu par le conseil municipal au scrutin secret lors de la première réunion du conseil suivant les élections municipales, pour un mandat de six ans, c'est-à-dire pour la durée du mandat du conseil.
| Période                                  | Période                    | Identité        | Étiquette | Qualité                                                                        |
| ---------------------------------------- | -------------------------- | --------------- | --------- | ------------------------------------------------------------------------------ |
| Les données manquantes sont à compléter. |                            |                 |           |                                                                                |
|                                          |                            |                 |           |                                                                                |
| avant 1981                               |                            | Monique Mercier |           |                                                                                |
|                                          |                            |                 |           |                                                                                |
| mars 2001                                | mars 2008                  | Françoise Bloch |           |                                                                                |
| mars 2008                                | mai 2020                   | Yves Pothet     |           | Cadre forestier retraité                                                       |
| mai 2020                                 | décembre 2022,             | Pascal Picard   |           | Ancien cadre Mandat écourté par la démission d'une partie du conseil municipal |
| décembre 2022,                           | En cours (au 20 août 2024) | Yves Villanueva |           | Directeur technique d'entreprise                                               |

## Équipements et services publics

### Eau et assainissement
L'organisation de la distribution de l'eau potable, de la collecte et du traitement des eaux usées et pluviales relève des communes. La compétence eau et assainissement des communes est un service public industriel et commercial (SPIC).

#### Alimentation en eau potable
Le service d'eau potable comporte trois grandes étapes : le captage, la potabilisation et la distribution d'une eau potable conforme aux normes de qualité fixées pour protéger la santé humaine. En 2019, la commune assure elle-même le service en régie.

#### Assainissement des eaux usées
En 2019, la commune de Mur-de-Sologne gère le service d'assainissement collectif en régie directe, c'est-à-dire avec ses propres personnels, avec le statut de régie à autonomie financière.
Une station de traitement des eaux usées est en service au 1er janvier 2019 sur le territoire communal : 
« La Taillee », un équipement utilisant la technique du lagunage naturel, dont la capacité est de 1 400 EH, mis en service le 1er juin 1979.

### Sécurité, justice et secours
La sécurité de la commune est assurée par la brigade de gendarmerie de Romorantin-Lanthenay qui dépend du groupement de gendarmerie départementale de Loir-et-Cher installé à Blois.
En matière de justice, Mur-de-Sologne relève du conseil de prud'hommes de Blois, de la Cour d'appel d'Orléans (juridiction de Blois), de la Cour d'assises de Loir-et-Cher, du tribunal administratif de Blois, du tribunal de commerce de Blois et du tribunal judiciaire de Blois.

## Population et société

### Démographie

#### Évolution démographique
L'évolution du nombre d'habitants est connue à travers les recensements de la population effectués dans la commune depuis 1793. Pour les communes de moins de 10 000 habitants, une enquête de recensement portant sur toute la population est réalisée tous les cinq ans, les populations de référence des années intermédiaires étant quant à elles estimées par interpolation ou extrapolation. Pour la commune, le premier recensement exhaustif entrant dans le cadre du nouveau dispositif a été réalisé en 2005.

En 2022, la commune comptait 1 518 habitants, en évolution de +0,26 % par rapport à 2016 (Loir-et-Cher : −1,15 %, France hors Mayotte : +2,11 %).
| 1793 | 1800 | 1806 | 1821 | 1831 | 1836 | 1841 | 1846 | 1851 |
| ---- | ---- | ---- | ---- | ---- | ---- | ---- | ---- | ---- |
| 825  | 757  | 737  | 830  | 841  | 870  | 843  | 816  | 813  |

| 1856 | 1861 | 1866 | 1872 | 1876  | 1881  | 1886  | 1891  | 1896  |
| ---- | ---- | ---- | ---- | ----- | ----- | ----- | ----- | ----- |
| 843  | 855  | 907  | 932  | 1 002 | 1 006 | 1 029 | 1 120 | 1 190 |

| 1901  | 1906  | 1911  | 1921  | 1926  | 1931  | 1936  | 1946  | 1954  |
| ----- | ----- | ----- | ----- | ----- | ----- | ----- | ----- | ----- |
| 1 215 | 1 333 | 1 408 | 1 201 | 1 201 | 1 114 | 1 079 | 1 105 | 1 025 |

| 1962  | 1968 | 1975  | 1982  | 1990  | 1999  | 2005  | 2006  | 2010  |
| ----- | ---- | ----- | ----- | ----- | ----- | ----- | ----- | ----- |
| 1 022 | 925  | 1 017 | 1 102 | 1 054 | 1 197 | 1 269 | 1 290 | 1 430 |

| 2015  | 2020  | 2022  | - | - | - | - | - | - |
| ----- | ----- | ----- | - | - | - | - | - | - |
| 1 510 | 1 517 | 1 518 | - | - | - | - | - | - |

#### Pyramide des âges
La population de la commune est relativement jeune.
En 2018, le taux de personnes d'un âge inférieur à 30 ans s'élève à 33,1 %, soit au-dessus de la moyenne départementale (31,3 %). À l'inverse, le taux de personnes d'âge supérieur à 60 ans est de 28,5 % la même année, alors qu'il est de 31,6 % au niveau départemental.
En 2018, la commune comptait 772 hommes pour 746 femmes, soit un taux de 50,86 % d'hommes, largement supérieur au taux départemental (48,55 %).
Les pyramides des âges de la commune et du département s'établissent comme suit.
| Hommes | Classe d’âge | Femmes |
| ------ | ------------ | ------ |
| 1,2    | 90 ou +      | 2,4    |
| 8,2    | 75-89 ans    | 8,3    |
| 18,4   | 60-74 ans    | 18,6   |
| 21,9   | 45-59 ans    | 20,4   |
| 16,3   | 30-44 ans    | 18,1   |
| 14,1   | 15-29 ans    | 14,9   |
| 19,8   | 0-14 ans     | 17,3   |

| Hommes | Classe d’âge | Femmes |
| ------ | ------------ | ------ |
| 1,1    | 90 ou +      | 2,6    |
| 9,2    | 75-89 ans    | 11,9   |
| 19,7   | 60-74 ans    | 20,4   |
| 20,7   | 45-59 ans    | 20     |
| 16,5   | 30-44 ans    | 16,2   |
| 15,2   | 15-29 ans    | 13,2   |
| 17,6   | 0-14 ans     | 15,7   |

## Économie
En 2010, l'orientation technico-économique de l'agriculture dans la commune est la culture des céréales et des oléoprotéagineux. À l'instar du département qui a vu disparaître le quart de ses exploitations en dix ans, le nombre d'exploitations agricoles a fortement diminué, passant de 24 en 1988, à 15 en 2000, puis à 11 en 2010.

## Culture locale et patrimoine

### Lieux et monuments
- Le château de la Morinière  Inscrit MH (1971)[74],[75] a été construit au milieu du XVIe siècle. Sa façade, décorée par un parement de briques, se caractérise par une certaine asymétrie des ouvertures. Il a abrité le grand-père du poète Pierre de Ronsard ainsi que l'écrivain Paul Besnard au XXe siècle[76].
- Église Saint-Pierre de Mur-de-Sologne  Inscrite MH (1926)[77],[78].
- Locature de la Straize  Inscrite MH (1987, façades et toitures), ferme située au lieu-dit La Septerèze.
- Mairie-école, datant de la seconde moitié du XIXe siècle[79].
- Château de Fondjouan et ferme, datants de 1853[80]
- Maisons anciennes, les plus anciennes datant du XVIIIe siècle[81].
- Patrimoine industriel ancien[82], dont une briqueterie au lieu-dit La Tuilerie, de 1852, comprenant un four à briques, un four à chaux et un hangar, qui succédaient à un premier four à briques construit pour le château de la Morinière et achevé en 1548[83].
- Four à pain du XVIIIe siècle, dit four banal de Mur-de-Sologne, transféré et remonté en 1972 dans la ferme du Chenay[84].

### Personnalités liées à la commune
- Le comte Fernand de Rodays (1845-1925) : rédacteur en chef et directeur du journal Le Figaro à la fin du XIXe siècle, y est né. Son père  Pierre Léon de Rodays a fait construire le château de Fondjouan.
- Jean-Philippe Douin (1940-2016) :  officier général l'Armée de l'Air française, ancien chef d'état-major des armées, a vécu et est inhumé à Mur-de-Sologne.

## Pour approfondir